# Tulipa biflora
Tulipa biflora là một loài thực vật có hoa trong họ Liliaceae. Loài này được Pall. miêu tả khoa học đầu tiên năm 1776.